# 周仲仁
周仲仁（1488年—1550年），原名周道，字少安，别号午谷，又號子午山人，陕西西安府长安县人。明朝政治人物。

## 生平
原籍长兴，明初时高祖周敬从军西征，遂占籍西安前卫。正德八年癸酉科舉人，九年（1514年）甲戌科進士。吏部观政，授鎮江府推官，丁祖母憂歸，服闋，复補真定府推官。遷苏州府同知，專督粮饷，兼督水利。都御史劉璘举荐，升工部都水司员外郎，尋升本司郎中。以不合于時罷歸。
与乡人张治道、康海、王九思等交往密切。

## 著作
著有《午谷集》、《午谷野史》、《稽異集》、《拾翠精藝録》。

## 家族
曾祖周成。祖父周清。父周熊，中弘治丙辰進士，官御史。母王氏。